# Mietek Pemper
Mieczysław «Mietek» Pemper (Cracovia, Polonia, 24 de marzo de 1920 – Augsburgo, Alemania, 7 de junio de 2011) fue un ciudadano alemán de origen polaco superviviente del Holocausto. Ayudó a recopilar y mecanografiar la famosa «lista de Schindler», que permitió salvar las vidas de 1200 personas durante la Segunda Guerra Mundial.

## Primeros años
Pemper nació en el seno de una familia judía de Cracovia, cerca del río Vístula, el 24 de marzo de 1920. Sus padres se llamaban Jakub y Regina Pemper, y tenía un hermano menor, Stefan. En polaco, «Mietek» es el diminutivo de «Mieczysław», y su familia y amigos cercanos se referían a él de esta forma. Desde la infancia, Pemper era bilingüe en polaco y alemán. Estudió simultáneamente Derecho en la Universidad Jagellónica y Administración de Empresas en la Universidad de Economía de Cracovia. En la época en la que Pemper estudiaba en la Universidad Jagellónica, los estudiantes judíos eran obligados a ocupar asientos separados.

## Płaszów y Oskar Schindler
Pemper tenía 19 años cuando la Alemania Nazi invadió Polonia en 1939. Todos los judíos de Cracovia, incluyendo a Pemper y su familia, fueron obligados a llevar insignias con la estrella de David. Pemper permaneció en casa tanto tiempo como le era posible en protesta contra las insignias. Mientras pasaba la mayor parte del tiempo en la vivienda familiar, decidió aprender por su cuenta taquigrafía en alemán. Poco tiempo después, Pemper y su familia fueron confinados en el gueto de Cracovia, y él fue rápidamente nombrado por los oficiales nazis oficinista del Judenrat, la administración judía del gueto. Pemper también actuó como intérprete polaco-alemán para los residentes del gueto y mecanografió emisiones de radio de la BBC.
Las deportaciones del gueto habían empezado a finales de 1942, y fue completamente liquidado entre el 13 y el 15 de marzo. Pemper fue deportado al campo de concentración de Płaszów, a las afueras de Cracovia. Fue nombrado secretario personal y taquígrafo de Amon Göth, el comandante del campo, debido a su trabajo anterior en el Judenrat del gueto. La posición de Pemper como ayudante de Göth le dio un acceso privilegiado a documentos enviados a las autoridades nazis. Al trabajar en la oficina de Göth, Pemper también conoció a Oskar Schindler, un empresario e industrial alemán con lazos con el mercado negro. Al principio, Schindler quería beneficiarse de la invasión alemana de Polonia y la consiguiente guerra. Schindler había abierto una fábrica de productos esmaltados en Cracovia que empleaba mano de obra judía. Itzhak Stern, contable y el amigo más cercano de Pemper en la oficina de Göth, convenció a Pemper de que se podía confiar en Schindler.
Pemper mecanografió su primera carta a Schindler en marzo de 1943, sin saber que este simpatizaba con sus trabajadores judíos. A través de su trabajo en la oficina, Pemper descubrió en 1944 que los nazis pretendían cerrar todas las fábricas no relacionadas directamente con el esfuerzo de guerra, incluyendo la de Schindler, lo que podría significar que todos los reclusos judíos de Płaszów serían deportados a Auschwitz. Pemper en persona alertó a Schindler de estos planes y lo convenció para sustituir la producción de esmaltados por la de granadas antitanque para salvar a los obreros de Schindler. Pemper aportó a Schindler la mínima información posible, de modo que Schindler no pudiera ser acusado de compartir documentos secretos nazis si Pemper era capturado.
Pemper ayudó a elaborar la famosa «lista de Schindler» pasa salvar a tantos trabajadores judíos como fuera posible. Pemper, en colaboración con Schindler y con la ayuda de otros reclusos del campo de concentración de Płaszów, recopiló y mecanografió la lista de 1.200 reclusos judíos considerados «esenciales para el esfuerzo de guerra nazi», 1000 trabajadores de Schindler y otros 200 reclusos. Los incluidos en la lista, incluyendo al propio Pemper, fueron enviados a la nueva fábrica de granadas de Schindler ubicada en Brünnlitz (Checoslovaquia) en octubre de 1944. Este traslado finalmente significó que las personas de la lista salvasen sus vidas. Schindler también incluyó en la lista al padre, la madre y el hermano de Pemper. Su madre, Regina, no fue trasladada a la nueva fábrica de Brünnlitz, debido a su enfermedad; permaneció en Auschwitz y fue posteriormente liberada una vez la guerra hubo terminado. Al final de la guerra, Oskar Schindler pronunció un discurso ante sus trabajadores judíos, afirmando: «No me den las gracias por su supervivencia… Agradézcanselo a los valientes Stern y Pemper, que miraron cara a cara a la muerte constantemente».
Pemper testificó en el juicio contra Amon Göth en septiembre de 1946 en Cracovia.

## Tras la guerra
En 1958 Pemper se estableció en Augsburgo (Baviera), y obtuvo la ciudadanía alemana. Trabajó como consultor de gestión y activista intercultural, centrándose específicamente en las relaciones y la reconciliación entre cristianos y judíos. Mantuvo cierto contacto con Oskar Schindler hasta la muerte de este en 1974.
Colaboró como asesor de la película La lista de Schindler (1993), de Steven Spielberg. La película minimizó el papel de Pemper en la colaboración con Schindler durante la guerra. Spielberg pretendía simplificar la línea argumental de la historia, para lo que creó un personaje compuesto, interpretado por Ben Kingsley, basado tanto en Mietek Pemper como en Itzhak Stern. De todos modos, Pemper restó importancia a que su papel fuese reducido en la película, diciendo que su conclusión no era la lista que había sido elaborada y mecanografiada, sino «los múltiples actos de resistencia que, como diminutas piedras colocadas una a una en un mosaico, habían hecho posible todo el proceso», según The Daily Telegraph. Spielberg rindió tributo tanto a Pemper como a Stern fuera de la película, llamándolos héroes. Pemper fue interpretado en la película por el actor Grzegorz Kwas.
La ciudad de Augsburgo le concedió en 2003 la medalla de la ciudad. En 2007 fue nombrado ciudadano honorario de la ciudad, en la que murió el 7 de junio de 2011, a los 91 años de edad. Nunca se casó y no dejó parientes cercanos. Fue enterrado en el cementerio judío de Augsburgo, y las banderas municipales ondearon a media asta en su honor. En homenaje a Pemper, el alcalde de Augsburgo, Kurt Gribl, dijo: "Con Mietek Pemper, la ciudad ha perdido a alguien que construyó puentes entre las religiones judía y cristiana y contribuyó a la reconciliación».